# الشرقية (تونس)
الشرقية هي اسم لمنطقتين صناعيتين (الشرقية 1 والشرقية 2) تقعان بشمال العاصمة التونسية. بالقرب من مطار تونس قرطاج الدولي.